# كنارك بايين (غندمان)
کنارك بايين (بالفارسية: کنارک پایین) هي قرية تقع في إيران في قسم غندمان الريفي. يقدر عدد سكانها بـ 292 نسمة بحسب إحصاء 2016.